# Bătălia de la Valea Seacă
Bătălia de la Valea Seacă a avut loc pe 24 iunie 1653, armata domnitorului Moldovei, Vasile Lupu a fost învinsă de către o armată a susținǎtorilor lui Gheorghe Ștefan, pretendentul la tron.

## Desfășurare
După bătălia de la Finta, Vasile Lupu și Timuș Hmelnițki, au condus rămășițile armatei fugare spre Iași, în timp ce reclamantul la tron, Gheorghe Ștefan a unit forțele muntenești, la care s-au alăturat și susținǎtori din Moldova. Lupu a trimis o armatǎ formatǎ din miliții din Orhei și Lăpușna, precum și țărani sub comanda fiului său, Ștefaniță și boieri din dinastia Hâncu, pentru a-l întâlni pe inamic.
Pe 24 iunie 1653 în apropiere satului Valea Seacă s-a ajuns la o ciocnire, în care erau antrenate detașamentul lui Gheorghe Ștefan, 400 de seimeni trimiși lui Ștefan, de domnitorul Matei Basarab din Țara Românească, precum și un număr necunoscut de cavalerie mercenară moldovenească, contra unui număr aproximativ egal în armata lui Ștefaniță, încheiată cu înfrângerea celui din urmă. Cavaleria a atacat miliția orheiană, atunci când aceasta a încercat să treacă râpă. Trupele lui Ștefaniță au luat-o la fugă spre Bacău, în frunte cu conducerea sa. Prizonierilor rămași în viață le-a fost tăiat nasul și urechile, deoarece țăranii mobilizați de Lupu proveneau din satele, în care cu două luni înainte de luptă a fost ucis unul dintre comandanții lui Ștefan, sertarul Marea.